# Henk Romijn Meijer
Henk Romijn Meijer, pseudoniem van Henk Meijer (Zwolle, 9 augustus 1929 - Souillac (Frankrijk), 23 februari 2008) was een Nederlandse taalkundige en schrijver. Ook schreef hij gedichten en essays en deed hij vertaalwerk. Zijn literaire werk kenmerkt zich door een pessimistische inslag gecombineerd met wat humor. Alhoewel hij van literaire critici veel waardering kreeg, is hij bij het grote publiek niet erg bekend. Als taalkundige in de Engelse taal en letterkunde was hij universitair en publicitair werkzaam.

## Levensloop
Aan de Universiteit van Amsterdam studeerde hij Engels. In 1956 trouwde hij met Crawford Elizabeth Mollison, een uit Australië afkomstige germaniste. In datzelfde jaar maakte hij ook zijn debuut met Consternatie dat in 1954 bekroond was met de Reina Prinsen Geerligsprijs. Uit die tijd stamt ook zijn pseudoniem. Gerard van het Reve, destijds redacteur van Tirade, vond de naam van Henk Meijer te kaal. "Hoe heet je moeder?", vroeg Reve. "Romijn", antwoordde Henk. Zo werd het dus Henk Romijn Meijer.
Naast zijn schrijverschap ontplooide Romijn Meijer tal van andere activiteiten. Zo doceerde hij eerst Frans in Australië, keerde terug naar Nederland en werkte van 1959 tot 1987 bij het Engels Seminarium aan de Universiteit van Amsterdam, meestentijds als wetenschappelijk hoofdmedewerker Engelse en Amerikaanse literatuur, slechts onderbroken van 1963 tot 1964 toen hij studeerde in de Verenigde Staten en van 1979 tot 1981 toen hij lesgaf aan de Universiteit van Minnesota. Op zijn vakgebied schreef hij een groot aantal artikelen.
Verder was hij als redacteur verbonden aan Literair Paspoort (1978-1982) en aan Maatstaf (vanaf 1982), alsook gastredacteur van Propria Cures (1983-1984). In 2004 ontving hij de Max Pam Award voor zijn bundel Alle verhalen tot nu toe.
Romijn Meijer mocht ook graag gitaar spelen (en viool tot 1962) en jammen met bekende jazzmusici als John Engels, Frits Müller, Wim Overgaauw en Willem van Manen. Tevens was hij een kenner van realistische schilderkunst.
In 2004 verhuisde hij met zijn echtgenote naar het dorp Le Roc in de Dordogne, waar zij al in 1964 een huisje hadden gekocht. Henk Romijn Meijer overleed in 2008 op 78-jarige leeftijd in Souillac, na reeds enige tijd ernstig ziek te zijn geweest.
Henk Meijers echtgenote Elizabeth Mollison was op 20 december 1930 geboren in Toorak, een voorstad van Melbourne (Australië). Ze studeerde germanistiek aan de universiteiten van Melbourne en Bonn. Van 1964 tot 1984 was ze docente aan het Instituut voor Vertaalkunde van de Universiteit van Amsterdam.
In 1978 publiceerde zij Le Roc: dorp aan de Dordogne, dat in 2009 heruitgegeven werd onder de titel Gisteren in Frankrijk. De verdwenen dorpscultuur. Zij overleed in Souillac op 25 november 2022, 91 jaar oud.

## Persoonlijk
De schrijver Aart Romijn was een broer van zijn moeder.